# Estación de La Buenanueva
Bonanova (en catalán y oficialmente La Bonanova) es una estación de la red de Ferrocarriles de la Generalidad de Cataluña (FGC) perteneciente al bloque de líneas del Metro del Vallés situada en el barrio del mismo nombre dentro del distrito de Sarriá-San Gervasio de Barcelona. La estación tuvo en 2018 un tráfico total de 913 189 pasajeros, de los cuales 719 771 corresponden a servicios urbanos y 193 418 al Metro del Vallés

## Situación ferroviaria
Se encuentra en el punto kilométrico 3,6 de la línea de ancho internacional Barcelona-Sarriá, a 78 metros de altitud, entre las estaciones de Muntaner y Las Tres Torres. El tramo es de vía doble y está electrificado.

## La estación[3]
La actual estación se encuentra bajo la Vía Augusta, entre las calles Modolell y Ganduxer y contaba con dos accesos, uno en cada extremo de los andenes, aunque el acceso por Modolell solo funcionó durante unos meses tras su inauguración y actualmente es una salida de emergencia. El acceso a través de la calle Ganduxer tiene dos entradas con escaleras y un ascensor en la ladera de la montaña, uno a cada lado de la Vía Augusta, que convergen en un vestíbulo que alberga máquinas expendedoras y barreras tarifarias de control de acceso. El enlace a las plataformas laterales se realiza por escaleras mientras que con la plataforma central se realiza por una escalera mecánica y un ascensor. Los trenes circulan por el nivel inferior, formado por las dos vías generales y tres andenes en una disposición tipo "Barcelona" (dos laterales y uno central). En los trenes de cuatro coches sólo se puede acceder al primer coche desde el andén central, que se amplió en 2003 en el lado de Sarriá.

## Historia
El tramo Barcelona-Sarriá de 4,6 km al que pertenece la estación fue inaugurado oficialmente el 25 de junio de 1863 por la Compañía del ferrocarril de Sarriá a Barcelona (FSB). Originariamente la línea estaba construida en ancho ibérico antiguo (1672 mm) y su propósito inicial era unir las dos poblaciones, puesto que entonces Sarriá era un municipio independiente.
La antigua estación de superficie se puso en servicio en 1887. La estación estaba situada justo al lado de la calle Ganduxer y tenía las dos vías generales y los andenes laterales, con el edificio de pasajeros a la derecha de las vías.
El 26 de octubre de 1905 se completó la electrificación del tramo Plaza de Cataluña-Sarriá (al que pertenece la estación) y se cambió el ancho de la vía a internacional estándar (1435 mm), por lo que fue la primera línea en España en electrificarse.
La estación actual se inauguró en 1929 con el soterramiento de la Línea de Gracia de FGC. El estallido de la Guerra Civil en 1936 dejó la estación en zona republicana. En la práctica el control recayó en los comités de obreros y ferroviarios.Con el final de la guerra, se devolvió la gestión de la línea y la infraestructura a sus propietarios. Hay que destacar que esta línea no pasó a manos de RENFE en 1941 por no ser de ancho ibérico (1672 mm).
A principios de la década de 1950, se construyó una estación provisional para el soterramiento de la línea, que consistía en las dos plataformas laterales con marquesinas y un casillero en un extremo. A partir del 12 de mayo de 1952, la estación pasó a ser subterránea, al igual que el tramo entre Muntaner y Sarriá. La estación no se concibe como estación de ferrocarril metropolitano hasta 1954, momento en que se construye y abre al público el ramal de Gracia a Avenida Tibidabo y unos años después el ramal de Sarriá a Reina Elisenda.
FSB  a partir de la década de 1970 empezó a sufrir problemas financieros debido a la inflación, el aumento de los gastos de explotación y tarifas obligadas sin ninguna compensación. En 1977 después de pedir subvenciones a diferentes instituciones, solicitó el rescate de la concesión de las líneas urbanas pero el Ayuntamiento de Barcelona denegó la petición y el 23 de mayo de 1977 se anunció la clausura de la red a partir del 20 de junio.
El 17 de junio de 1977 por Real decreto se transfirieron las líneas a Ferrocarriles de Vía Estrecha (FEVE) de forma provisional, mientras el Ministerio de Obras Públicas del Gobierno de España, la Diputación de Barcelona, la Corporación Metropolitana de Barcelona y la Ayuntamiento de Barcelona estudiaban el régimen de explotación de esta red. Debido a la indefinición se produjo una degradación del material e instalaciones, que en algún momento determinaron la paralización de la explotación.
Con la reinstauración de la Generalidad de Cataluña, el Gobierno de España traspasó a la Generalidad la gestión de las líneas explotadas por FEVE en Cataluña, gestionando así los Ferrocarriles de Cataluña a través del Departamento de Política Territorial y Obras Públicas (DPTOP) hasta que se creó en 1979 la empresa Ferrocarriles de la Generalidad de Cataluña (FGC), la cual integraba el 7 de noviembre a su red estos ferrocarriles con la denominación línea Cataluña y Sarriá.
En 1977 la empresa acumulaba muchas deudas y anunció la clausura de la red. El gobierno lo evitó otorgando la explotación a FEVE y finalmente el 7 de noviembre de 1979 se traspasó la línea a FGC.
En 1982 se crea la línea U6, por lo que pasa a considerarse como estación de metro, pero no es exclusiva de servicios urbanos, sino que en ella paran los trenes de líneas suburbanas (S5, S6 y S7). En 2003 la línea U6 pasa a llamarse L6.

## Servicios ferroviarios
No todos los servicios efectúan parada en la estación, por lo que hay estar atento a estos trenes para evitar accidentes. El horario de la estación se puede descargar del siguiente enlace. El plano de las líneas del Vallés en este enlace. El plano integrado de la red ferroviaria de Barcelona puede descargarse en este enlace.
| << cabecera                   | < estación | línea                     | estación >      | cabecera >> |
| ----------------------------- | ---------- | ------------------------- | --------------- | ----------- |
| Línea Barcelona-Vallés de FGC |            |                           |                 |             |
| Barcelona-Plaza de Cataluña   | Muntaner   |                           | Las Tres Torres | Sarriá      |
| Barcelona-Plaza de Cataluña   | Muntaner   | Tarrasa-Naciones Unidas   | Las Tres Torres |             |
| Barcelona-Plaza de Cataluña   | Muntaner   | Sabadell-Parque del Norte | Las Tres Torres |             |